# Callisthene kuhlmannii
Callisthene kuhlmannii är en tvåhjärtbladig växtart som beskrevs av H.F. Martins. Callisthene kuhlmannii ingår i släktet Callisthene och familjen Vochysiaceae. Inga underarter finns listade i Catalogue of Life.